# Gare d’Augy - Vaux
Gare d’Augy - Vaux vasútállomás Franciaországban, Augy településen.

## Vasútvonalak
Az állomást az alábbi vasútvonalak érintik:
- Laroche-Migennes-Cosne-vasútvonal

## Kapcsolódó állomások
A vasútállomáshoz az alábbi állomások vannak a legközelebb:
- Gare d’Auxerre-Saint-Gervais (Paris Gare de Bercy)
- Gare de Champs - Saint-Bris (Gare de Corbigny)
- Gare de Champs - Saint-Bris (Gare d’Avallon)